# Érico IX da Suécia
Érico IX (n. em data desconhecida - m. Uppsala, 18 de maio de 1160) – apelidado vulgarmente de O Santo e conhecido em sueco como Erik den helige – foi eleito rei da Svealand em 1150 e reinou sobre a Västergötland em 1158, tendo morrido de forma violenta em 1160, segundo reza a tradição. 
O pouco que se sabe sobre este monarca é aquilo que está na "Lenda de Érico" (Erikslegenden), escrita depois de 1270. 
A importância histórica deste monarca reside no facto de ter sido fundador de uma nova dinastia - a Dinastia de Érico (Erikska ätten) e de ser o santo padroeiro da Suécia. 

“O décimo segundo foi o rei Erekær. Acabou apressadamente os seus dias. Ele criou uma catedral, enquanto vivia, e Deus deu-lhe uma boa recompensa por isso. Agora a sua alma está em repouso com Deus e os seus anjos, e os seus ossos repousam em Uppsala, onde ele mostrou e revelou sinais muito belos da graça de Deus„

— Kungalängden (escrita por volta de 1240 pelo ”Padre de Vidhem” e anexada à Lei da Västergötland; conservada no manuscrito KB B 59 da Biblioteca Nacional da Suécia

Não existem relatos históricos contemporâneos sobre Érico que tenham sobrevivido ao tempo.                             Numa carta de Canuto I da Suécia (Knut Eriksson; reinado 1167–ca. 1196), Érico é mencionado como "rei".                                  As únicas informações conhecidas são provenientes de lendas posteriores, que tinham o objetivo de legitimá-lo como santo. Este é o caso da "Lenda de Érico" (Erikslegenden), cuja versão estandardizada mais antiga está preservada no manuscrito Registrum Upsalense, o livro de registro da catedral de Uppsala, datado de 1344. 
É o fundador da Casa de Érico. Suas obras consolidaram e propagaram a fé cristã na Escandinávia.                                                                      É o padroeiro de Estocolmo e o santo padroeiro da Suécia, embora não tenha sido canonizado pela Igreja Católica.                                                                                         
Sua festa é dia 18 de maio. 

## Reinado
Nasceu na Västergötland, filho de um nobre chamado Jedvard (sabemos isto por que o irmão de Érico, Joar Jedvardsson, tinha o nome paterno no sobrenome) do qual não se sabe nada. Em 1150, foi eleito rei pelos suecos de Uppland, ao mesmo tempo que na Suécia reinava Suérquero I. Depois do assassinato de Suérquero em 1156, Érico foi soberano de toda a Suécia, mesmo que alguns historiadores medievais o considerem um usurpador.
Provavelmente o seu direito de ocupar o trono virá do seu casamento com Cristina Bjørnsdatter, uma nobre dinamarquesa e neta do rei Ingo I da Suécia.
As obras conhecidas durante seu reinado têm um carácter religioso. Terminou a construção e consagrou a Igreja da Velha Uppsala. Contando com o apoio do conselho do bispo Henrique de Upsália, Érico organizou a Primeira Cruzada da Finlândia em 1155, a fim de cristianizar os finlandeses pagãos. Esta guerra acabaria com a vitória de Érico e constituiria um começo para o grande domínio sueco na Finlândia, que duraria até o século XIX.
Morreu assassinado em 1160, no dia da Ascensão do Senhor, junto da Igreja da Velha Uppsala, quando saía da missa. Foi abordado por vários homens, derrubado de seu cavalo e decapitado. Os suspeitos eram gente ligada à Casa de Suérquero, que pretendia controlar novamente o governo da Suécia. A lenda de Santo Érico, um manuscrito medieval que narra a vida do monarca, culpa o príncipe dinamarquês Magno Henriksen, pretendente ao trono sueco. Magno tinha obtido o apoio de algum setor da nobreza sueca, que decidiu depor Érico, provavelmente por causa da sua impopular política de pagar dízimo à Igreja.
Foi sepultado na Igreja da Velha Uppsala. Em 1167, seus restos mortais foram guardados como relíquias e em 1273 foram levados para a nova Catedral de Uppsala, sede do novo arcebispado.
O seu túmulo foi aberto em abril de 2014 para investigação sobre as circunstâncias da sua morte.

## Canonização
Pouco depois da sua morte em 1160, o assassinato de Érico foi considerado um martírio pelo seu filho Canuto e seus seguidores e começou a ser venerado como um santo local da província de Uppland, culto que depois foi propagado por todo o país e seria reconhecido em toda Escandinávia. Sua festa foi estabelecida em 18 de maio, o dia de aniversário da sua morte, quando se realizavam procissões até a catedral.
O papa Alexandre III se negou a reconhecer a santidade de Érico em 1172 e, na verdade, a Igreja Católica nunca o canonizaria, mas seu culto foi tolerado.
Entre os milagres que se atribui a Érico, encontra-se a lenda de um manancial que surgia no lugar onde seu sangue foi derramado. Nesse manancial, existiu uma fonte na época medieval chamada de fonte de São Érico que na atualidade deve corresponder a Slottkälla, nas imediações da Catedral de Uppsala.
As relíquias de São Érico, levadas à atual Catedral de Uppsala, consistem de ossos humanos. Também existem várias pinturas na catedral que fazem menção a Érico e ao bispo Henrique.
É considerado o santo patrono de Estocolmo e o escudo de armas da cidade contém a efígie do rei.